# 阿里河
阿里河（鄂伦春语：Aali biraa/Aali dɔɔn）位于中国内蒙古自治区东北部呼伦贝尔市鄂伦春自治旗境内，是嫩江水系甘河上游左岸的一条支流，发源于鄂伦春自治旗北部伊山林场伊勒呼里山南侧，向东南流至克中林场、红升、兴阿等地，于自治旗政府驻地阿里河镇东南汇入甘河干流。阿里河全长124千米，流域面积2183平方千米，河道平均比降2.16‰，年均径流量4.39亿立方米。阿里河流域地处大兴安岭东坡，是中国重要的林业生产基地之一，设有阿里河国家森林公园。中下游两岸多沼泽及草地，水草丰美。
河名“阿里”源自鄂伦春语，意为“磷火”，因阿里河两岸的沼泽地在夏季无风的夜晚常有沼气自燃的现象。